# (35146) 1993 FC9
1993 FC9 (asteroide 35146) é um asteroide da cintura principal. Possui uma excentricidade de 0.05500650 e uma inclinação de 3.50624º.
Este asteroide foi descoberto no dia 17 de março de 1993 por UESAC em La Silla.